# Nikolaj Groth
Nikolaj Groth Christensen, häufig nur Nikolaj Groth, (* 3. Mai 1994 in Kopenhagen) ist ein dänischer Film- und Theaterschauspieler, der für die Rolle des Jeppe Madsen in der dänischen Fernsehserie Rita bekannt ist.

## Leben und Wirken
Groth brachte sich das Schauspielern autodidaktisch bei. Sein Schauspieldebüt feierte er in der Fernsehserie Mille in der Rolle des Bølle. Im Zeitraum 2012 bis 2020 war er als Jeppe Madsen in der Fernsehserie Rita als Sohn der Hauptprotagonistin Rita zu sehen. Für diese Rolle wurde er für den Robert in der Kategorie „Bester Nebendarsteller“ in einer Fernsehserie und für die Goldene Nymphe in der Kategorie „Bester Darsteller in einer Dramaserie“ nominiert. 2014 war er in Mikkel Nørgaards Thriller Schändung in einer kleineren Rolle besetzt. 2019 spielte er eine Episodenrolle in der Netflix-Science-Fiction-Serie The Rain.

## Veröffentlichungen (Auswahl)

### Filmografie
- 2009: Mille (Fernsehserie, vier Folgen)
- 2012–2020: Rita (Fernsehserie, 33 Folgen)
- 2014: Schändung (Fasandræberne)
- 2016: Halt mich fest (En-to-tre-nu!)
- 2017: Die Wege des Herrn (Herrens Veje, Fernsehserie, Folge 1.05: Og led os ikke ind i fristelse, men fri os fra det onde – Matthew 6:13)
- 2017: Mens vi lever
- 2019: The Rain (Fernsehserie, Folge 2.03: Behaltet die Kontrolle)

### Theatrografie
- 2019: Skam III, am Aarhus Teater, Regie: Anders Lundorph